# Artur Pyshkin
Artur Pyshkin (* 13. Dezember 1992) ist ein belarussisch-israelischer Eishockeyspieler, der seit 2012 bei den Rishon Devils in der israelischen Eishockeyliga spielt.

## Karriere
Artur Pyshkin spielte zu Beginn seiner Karriere beim HK Wizebsk, für dessen zweite Mannschaft er in der Spielzeit 2009/10 in der Wysschaja Liga debütierte. Seit 2012 spielt er bei den Rishon Devils in der israelischen Eishockeyliga. Mit dem Team aus dem Gusch Dan wurde er 2013, 2014, 2015 und 2017 israelischer Landesmeister. Seit 2017 spielt er in der zweiten Mannschaft des Klubs, die ebenfalls in der israelischen Liga antritt.

### International
Pyshkin debütierte bei der Weltmeisterschaft der Division II 2015 in der Herren-Nationalmannschaft der Israelis. Auch 2016 spielte er in der Division II.

## Erfolge und Auszeichnungen
- 2013 Israelischer Meister mit den Rishon Devils
- 2014 Israelischer Meister mit den Rishon Devils
- 2015 Israelischer Meister mit den Rishon Devils
- 2017 Israelischer Meister mit den Rishon Devils